# Sarcòfag d'Agia Triada
El sarcòfag d'Agia Triada (o Agia Triada) és un sarcòfag minoic descobert el 1903 en el jaciment arqueològic d'Agia Triada a Creta. Es remunta al segle xiv aC, durant el període de la presència micènica de Creta, va ser trobat a en un petit edifici que va servir com a tomba. Els materials nobles, la iconografia, els elements narratius, les tècniques i estil presents al sarcòfag d'Agia Triada, proporcionen una valuosa evidència sobre les cerimònies i ritus religiosos minoics. És considerat com un dels millors exemples de l'art de l'Egeu i es troba al Museu Arqueològic de Càndia.
Després dels estudis detallats del sarcòfag i el que significaven els seus registres pictogràfics, es va trobar que és una producció mixta, és a dir, que presenta elements tradicionals minoics -ritus religiosos- i influències ideològiques egípcies -vaixells, baixos relleus, que representen processons amb ofrenes- i micènics -espirals, rosetes, carruatges-. D'altra banda, la tomba, on es va trobar el sarcòfag, coneguda com a «tomba 4» presenta una fusió entre els estils intrínsecs minoics i micènics, tant en l'àmbit de l'arquitectura com al funcional. Aquesta tomba a diferència de les tradicionals tombes minoiques, està dedicada a una petita porció de la societat d'Agia Triada, que pot entendre's com una altra ideologia micènica encarnada en la societat minoica del final de l'edat del bronze.
Els pictogrames que es reprodueixen al sarcòfag animen a diverses interpretacions. Es va trobar que hi havia tretze escenes en tot el sarcòfag, algunes inter-connectades, d'altres independents. Una altra característica important és que les escenes tenen colors diferents al fons de la representació, havent-hi quatre tipus: groc, vermell, blau i blanc. És a partir d'aquesta informació que l'investigador Wendy Walgate va establir un diagrama de cromaticitat que relaciona el color del fons de les escenes amb un període del dia: el blanc simbolitza el dia amb llum solar, el vermell amb el vespre, la nit amb el blau fosc i el groc amb l'albada.

## Descoberta i data
El seu descobriment es va realitzar el 23 de juny de 1903 per Roberto Paribeni en una cambra funeraria de 3,8 x 4,2 m, l'anomenada «tomba 4» en un cementiri de l'Edat del bronze tardà, a la vora d'Agia Triada. Aquest edifici funerari està situat prop de dos tolos (A i B) del període prepalatí proper a una zona de sepultura de larenakes, i d'una altra tomba del període postpalatí. Els murs es conserven a una altura per entre 1,20 m a 0,65 m, per damunt de la superfície i no tenen bases apropiades, són gruixudes i realitzades amb pedres petites i irregulars. Ha estat l'únic exemple d'aquest tipus d'edifici en el món minoic i micènic i no s'han trobat senyals de frescs.
Les primeres excavacions no van revelar vestigis de la coberta, però l'estructura de les pedres suggereix que podrien ser la base d'una estructura de fusta, potser similar a la construcció que es mostra en el propi sarcòfag. Contemporani de la presència micènica a Creta, l'edifici combina elements tradicionals de l'arquitectura minoica i formes de la micènica. La «tomba 4» és similar a dues tombes micèniques, que es troben a Farsàlia al nord de Grècia. Una altra tomba semblant i aproximadament del mateix període, va ser descoberta a Archanes. Com les tombes A i B de Micenes, les tombes d'Agia Triada i Archanes estaven restringides per a un grup social limitat.
El sarcòfag va ser trobat tombat sobre un dels seus costats. Originàriament, els costats Nord i Est van ser els que oferien la primera vista als visitants que es trobaven a la porta d'entrada de la tomba. El fèretre contenia un larnax de terracota, sense decoració. Els dos taüts probablement tenien cobertes, encara que no s'ha trobat cap.
Aquest larnax és l'única còpia de pedra calcària trobat fins ara, i l'única que ofereix una sèrie d'escenes que representen el ritual funerari minoic. La tomba i el sarcòfag van ser datats a partir dels objectes trobats a la tomba, però el sarcòfag pot ser atribuït al període de transició entre el final del minoic II i el principi de III. Durant molt de temps es va considerar una datació entre 1400 a 1350 abans de Crist, en unes noves excavacions portades a terme l'any 1997 per l'Escola Italiana d'Arqueologia d'Atenes van permetre donar una nova data del sarcòfag. Es considera datat entre 1370-1320 aC., que correspon a la dinastia XVIII egípcia, un període d'intensos vincles entre Creta i l'antic Egipte. Aquest període correspon també a un canvi cultural i econòmic a Creta, amb l'aparició de noves costums funeraries derivades de la civilització micènica. La «tomba 4» va servir per un breu període, potser una generació, ja que no s'ha trobat cap rastre de culte més tardà.

## Descripció
El sarcòfag d'Agia Triada mesura de 0.895 m d'altura x 1,375 a 1,385 m de longitud x 0,45 m d'amplada, és un dels taüts més grans trobats a Creta. Està cobert amb calç, un guix que es troba en general als frescs minoics. A cada un dels seus costats hi ha escenes religioses pintades, totes diferents. Cadascuna d'aquestes escenes està envoltada per unes bandes amb ornamentació. Els peus també estan decorats. Les cares del sarcòfag ofereixen una sèrie de tretze escenes. L'espectador ha d'anar a la dreta prop del taüt per tenir una visió completa de totes. En el fons del taüt, es van trobar dos esquelets. A més a més dels ossos humans es van trobar una navalla de bronze, un plat de serpentina, una petxina de Charonia tritonis i alguns fragments de figuretes femenines.

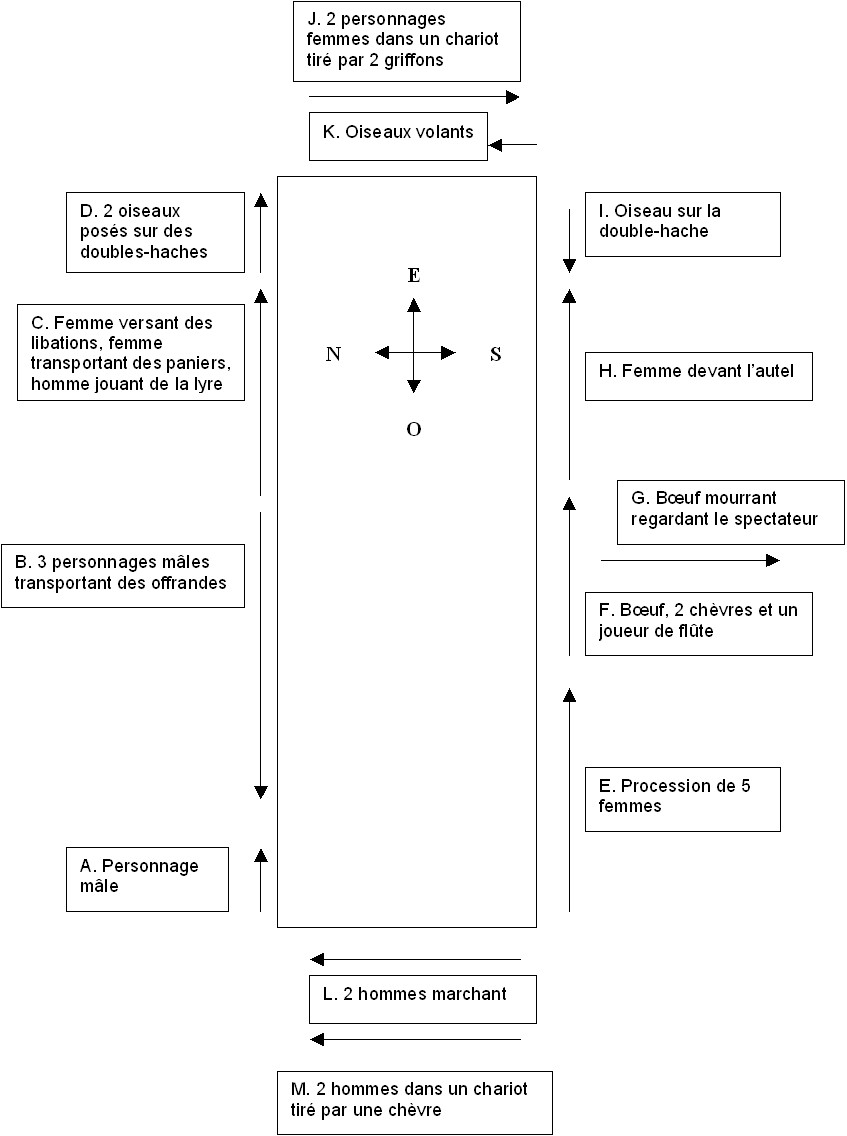
Les 13 escenes del sarcòfag.

Encara que les escenes no són de processons de dol, com les que es representen en taüts micènics, la presència d'ossos del que sembla una tomba suggereix que el sarcòfag d'Agia Triada era un objecte associat amb els funerals. Les escenes representen actes naturals i sobrenaturals d'acord amb les creences religioses de Mino.
Als sarcòfags minoics hi ha perforats forats en la seva part inferior, presumiblement per permetre el drenatge de líquids. La cultura minoica sembla haver minimitzat la importància del cos físic. Després de la descomposició del cos, els ossos van ser moguts a una cantonada del sarcòfag, o simplement transferit a un altre lárnax que serviria com a ossera. El sarcòfag d'Agia Triada no és una excepció a aquesta regla, té cinc forats visibles en la seva part inferior.
Les escenes o representacions pintades sobre el sarcòfag, són descrites en tretze episodis: 
- A) Personatge masculí.
- B) Tres homes portant dos vedells i un vaixell.
- C) Una dona amb libacions, una altra portant dos recipients i un home tocant la lira.
- D) Dos ocells sobre una labris, a punt de volar.
- E) Processó de cinc dones.
- F) Un bou, dues cabres i un músic.
- G) Un bou mort, davant un espectador.
- H) Dona fent una ofrena, davant un altar.
- I) Ocell posant-se o llest per volar sobre una labris.
- J) Dues dones en un carro tirat per dos grius.
- K) Ocell volant.
- L) Dos personatges caminant.
- Ll)Dos homes sobre un carro tirat per una cabra.

### Costat Nord
La decoració pintada de la part Nord del sarcòfag és la més coneguda, la més representativa, així com de les millor conservades. Aquests conjunts es divideixen en registres horitzontals superposats, emmarcats lateralment per decoracions verticals que es desenvolupen també al llarg del peu del sarcòfag. Després d'una sèrie de registres que ofereixen models geomètrics, línies i rosetes, el registre principal, en el centre, desenvolupa una àmplia i complexa composició figurativa.

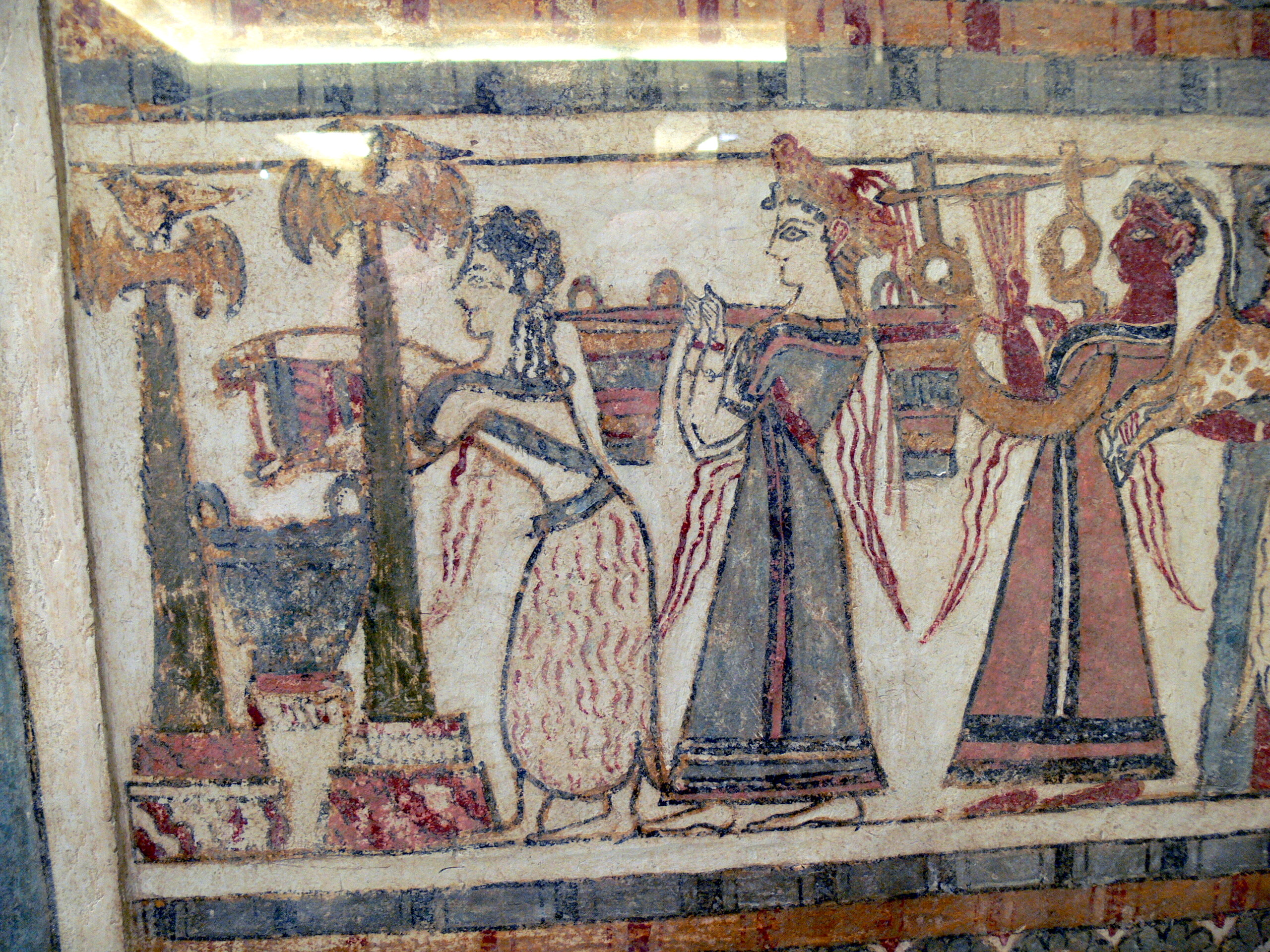
Escena al costat Nord: una dona amb libacions, una altra portant dos recipients i un home tocant la lira.

 A l'esquerra estan visibles dues labris daurades recobertes amb fullatge. Les labris arriben als peus dels personatges, el que possiblement reflecteix la voluntat de la transcripció d'una sensació de profunditat: les bases estan adornades amb una representació similar, però els dos mànecs no tenen la mateixa mida, i la longitud de la dreta és més gran que la de l'esquerra. Les fulles són de doble tall -potser per significar l'existència de dues labris disposades en angles rectes- i estan coronades per aus reals o artificials, de cara a l'escena. Petites labris es van trobar a Agia Triada, el que suggereix que l'escena representada evoca una cerimònia real que va tenir lloc a l'indret arqueològic. Aquestes labris no només representen necessàriament un simple ritual de sacrifici, també poden representar el tema de la renovació o renaixement. A més a més, el color verd dels mànecs de les labris pot ser com un desig de donar a les labris un aspecte vegetal, símbol de la natura que reneix cada any.
Els ocells que són sobre les labris es mostren en colors negre i groc, i semblen estar llestos per volar. Els ocell són un element recurrent de l'art minoic, incloent-lo dalt de pujols, altars, banyes o personatges femenins. Els ocells poden haver servit com a mitjancers entre el món dels humans i el dels déus. Entre els mànecs de les labris hi ha disposat un gran recipient amb nanses en un alt pedestal. Una dona vessa el contingut des d'un altra recipient de forma similar, però amb una decoració diferent i més petit. El líquid pot ser sang d'un animal sacrificat, i se suposa que els fidels bevien la sang dels animals sacrificats. Una altra dona que la segueix porta en la seva espatlla dreta una espècie de suport on pengen dos contenidors semblants. Darrere d'elles, una tercera persona, aquesta vegada masculina les acompanya tocant la lira. Aquesta escena té lloc sobre un fons blanc, que ocupa almenys la meitat de l'espai del registre.

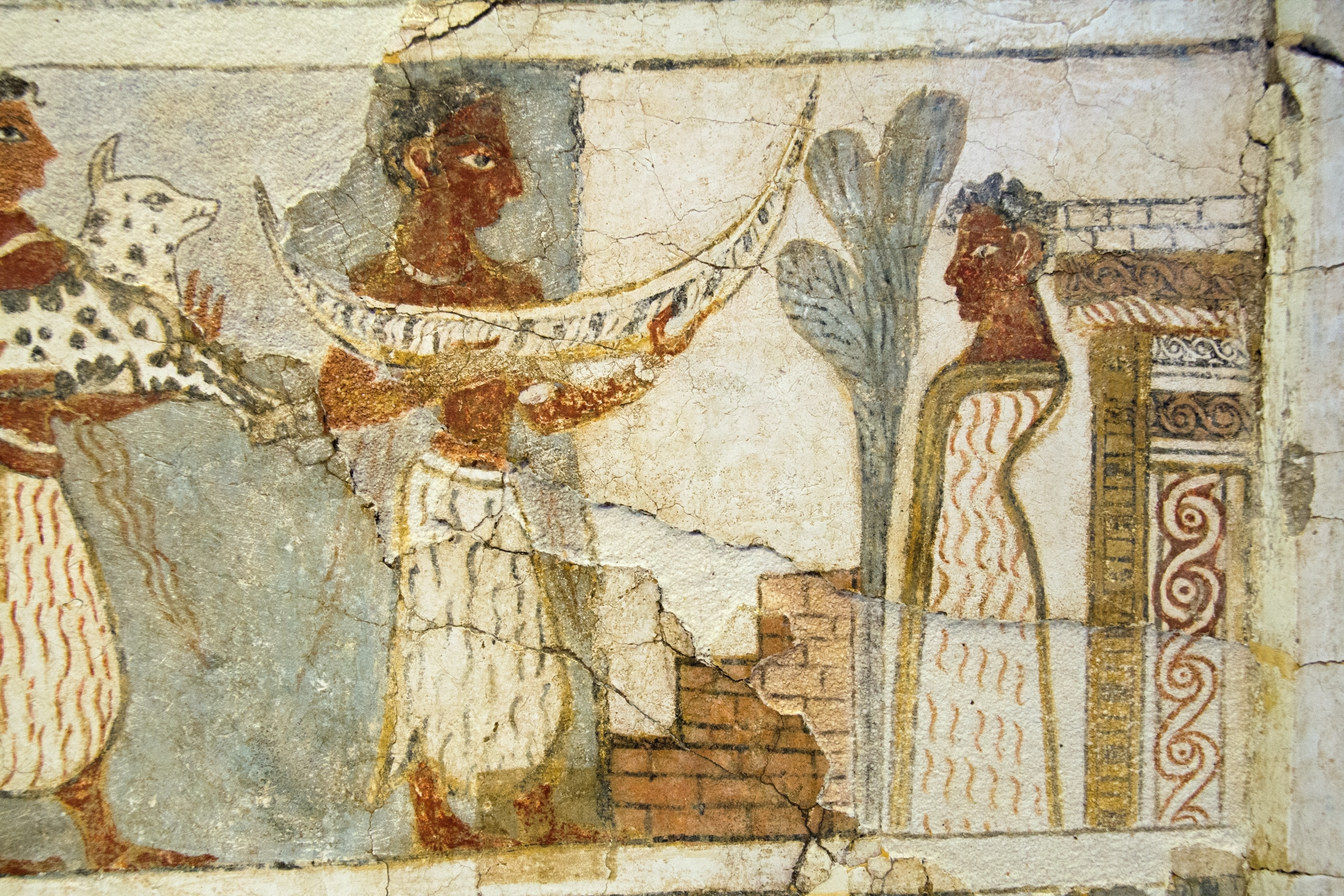
Personatge masculí (la mort o una divinitat) davant d'un altar, costat Nord.

La segona escena, que també aborda el tema de l'ofrena es desenvolupa en el costat dret del mateix registre i ocupa una gran part d'ell. A la dreta es troba una figura masculina composta d'un cap damunt un cos mancat de braços i cames, sembla que utilitza un vestit que impedeix el moviment dels seus membres,-la roba que la figura porta és una reconstrucció moderna-. Aquest personatge sembla veure l'escena en tota la seva extensió, pot ser una representació de la mort mateixa, o una representació del seu cos o la seva ànima. També podria ser una deïtat o la seva representació simbòlica. La posició d'aquest personatge, la seva actitud, de la manera que sembla preveure el conjunt de l'escena, pot ser considerat com un punt de partida per a la lectura del sarcòfag.
Al darrere d'ell es troba un petit element d'arquitectura, decorat amb motius trenats. Aquests patrons són similars als de tot el sarcòfag. El personatge està parat davant d'un arbre i una escala amb tres graons. Això sembla excepcional a l'art egeu, de fet, aquest element podria estar més a prop de l'art egipci, on les escales marquen clarament una transició d'un lloc a un altre, d'un estat a un altre i, per extensió, de la vida a la mort. Charlotte Long i Roberto Paribeni fan un paral·lel amb els costums d'enterrament egipci: comparen aquest personatge amb una mòmia disposada verticalment per Anubis enmig de la cerimònia funerària egípcia d'«obrir la boca».

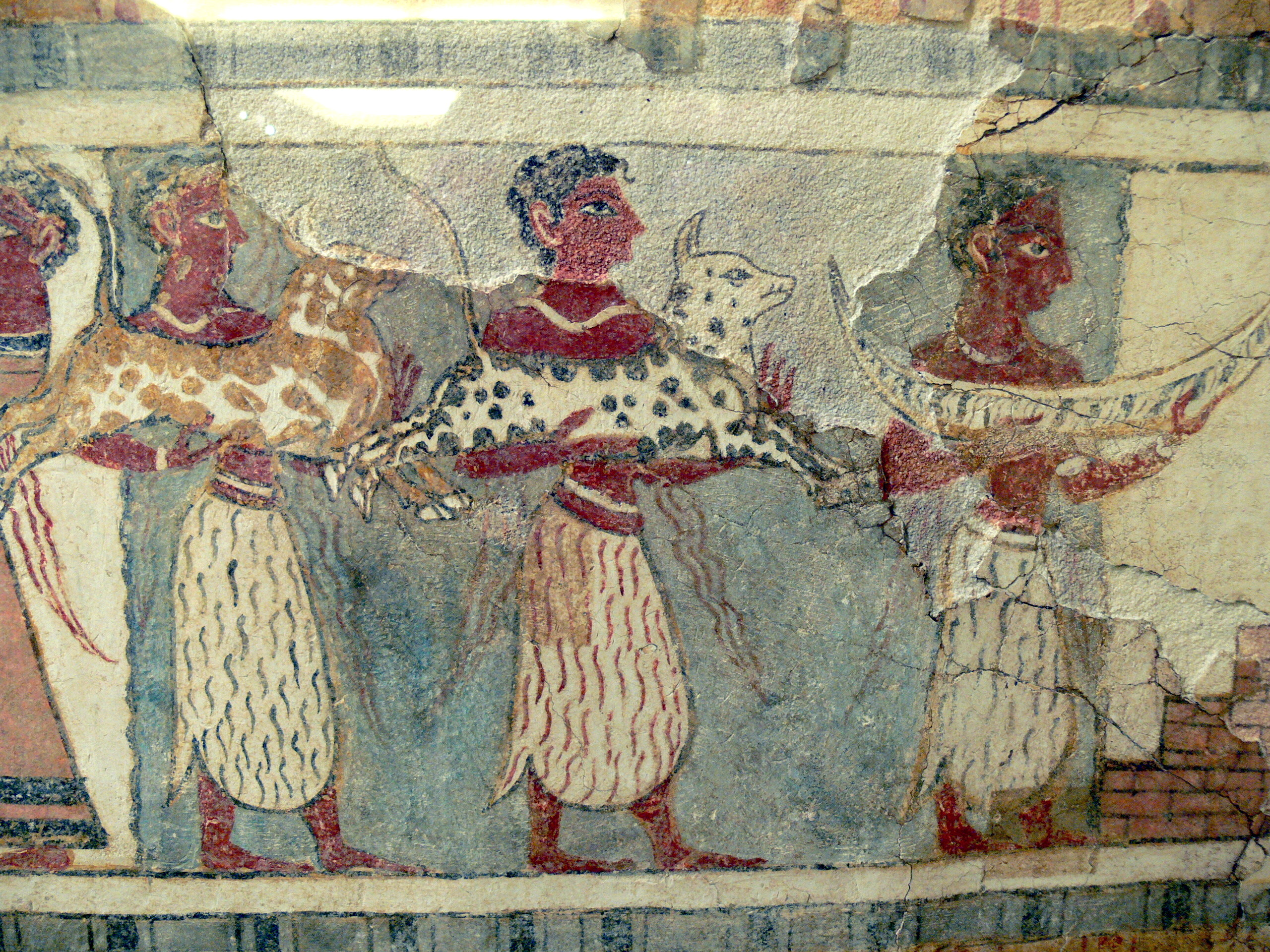
Tres homes portant dos vedells i un vaixell, costat Nord.

Enfrontat a aquest conjunt, en el centre del sarcòfag, hi ha tres figures masculines que avancen cap a la mort o la divinitat. Aquests personatges són en un fons blau que els separa d'una altra escena. Estan en actitud d'ofrena: un porta un model de vaixell, els altres dos porten dos vedells amb el pèl clapat, representats en l'actitud de «galopant en volada», aquesta forma inusual, no és adequada en aquestes circumstàncies, el que permet la interpretació que com ara el vaixell, els vedells són models, no animals reals. Moltes figures de terracota de torus van ser trobats a santuaris minoics, i és probable que aquests vedells siguin representacions de ceràmica. L'actitud dels animals és una reminiscència dels frescs que representen escenes d'acrobàcia de joves damunt de torus (taurocatàpsia o tauromàquia). Aquesta escena, així com el bestiar en miniatura es correspon amb el sacrifici de l'escena representada en el costat Sud del sarcòfag. Aquesta interconnexió de les dues escenes de sacrifici situats en el centre de les dues parts principals del sarcòfag recalca la importància d'aquest acte per a l'espectador.

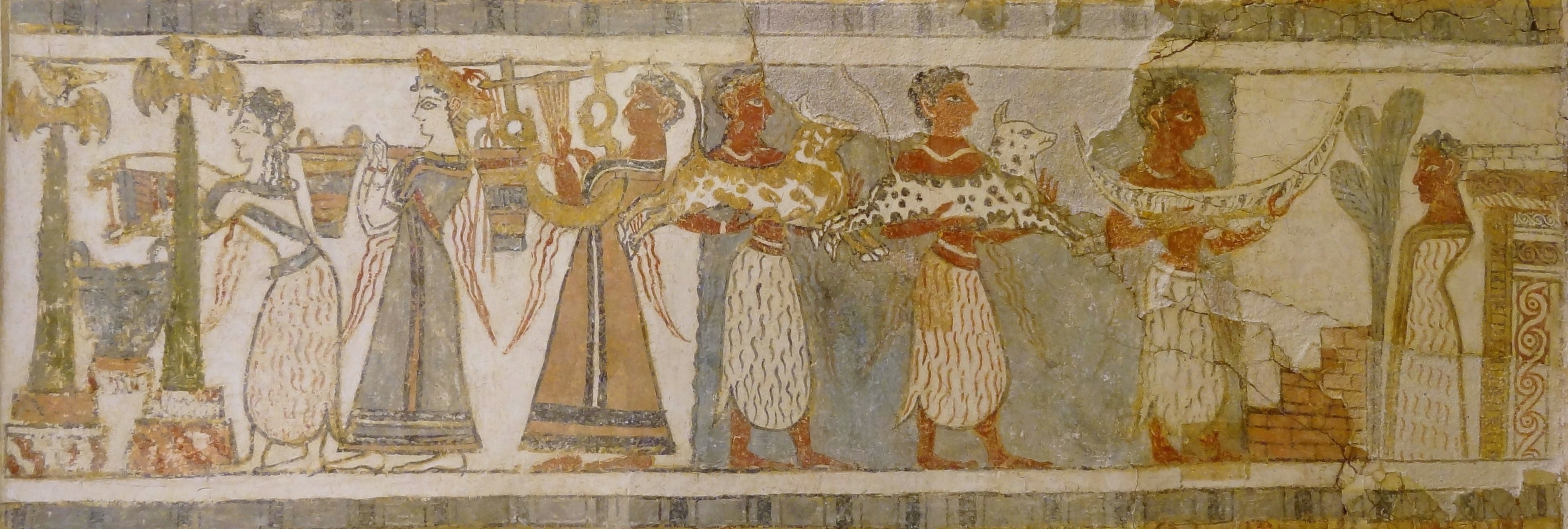
Escena completa del costat Nord. La varietat de vestits dels diferents personatges poden representar diferents estatus jeràrquics o de la societat minoica, o el món sobrenatural minoic.

### Costat sud

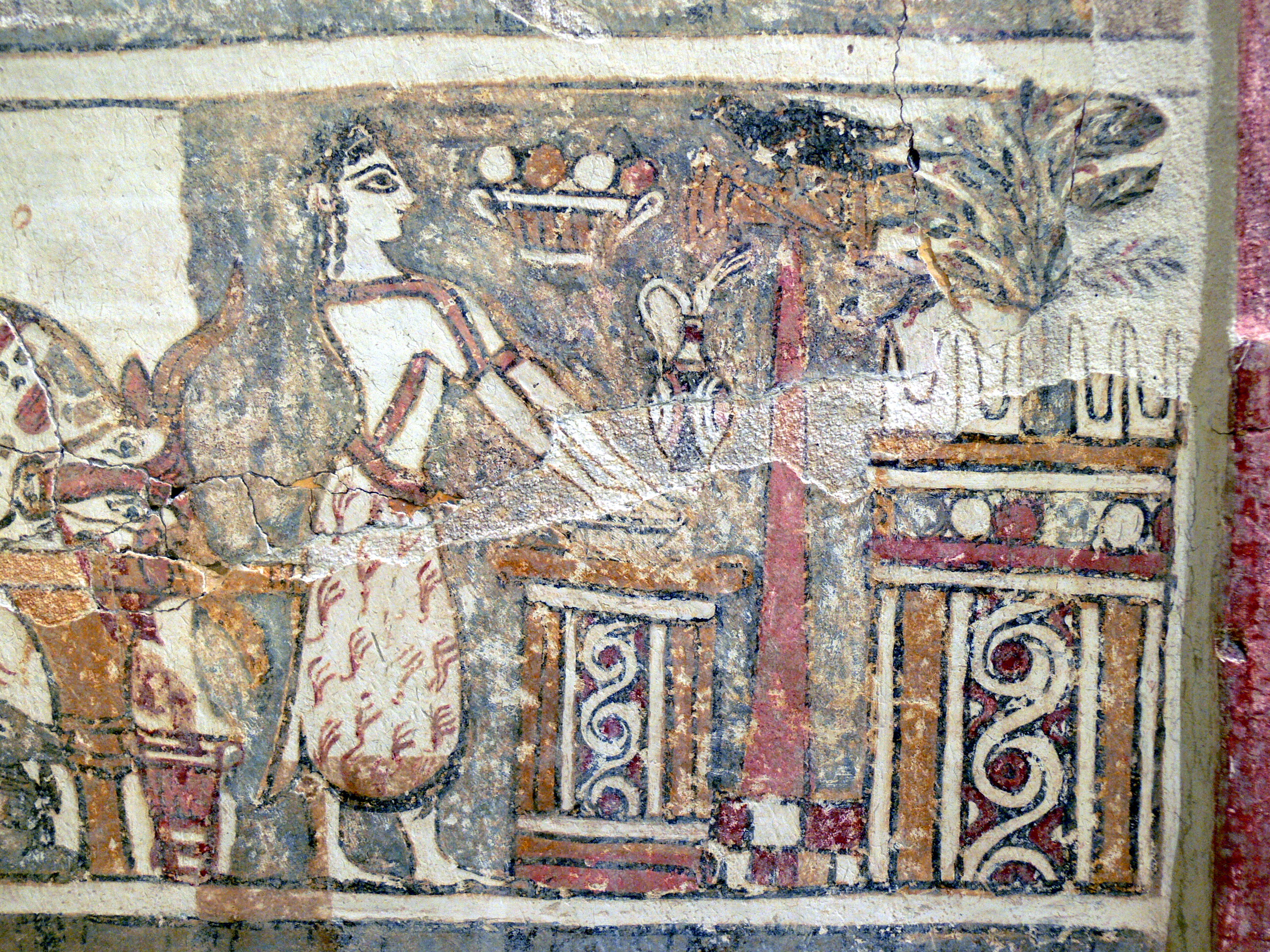
Dona fent una ofrena, davant un altar, costat Sud.

El costat Sud es divideix en cinc episodis. L'espectador no podia veure aquest costat de la tomba, llevat que el sarcòfag es col·loqués en la forma en què es va trobar en la tomba. Solament l'escena d'ofrenes en la cara Nord va ser visible. La cara sud està decorada com la cara nord, amb superposició de registres horitzontals mitjançant la determinació d'una història principal. L'escena representa també una processó fins a arribar a un petit santuari. Això és visible al costat dret de l'escena, que consta de dos monuments arquitectònics decorats amb colors en les bandes verticals i espirals. El primer monument, més gran està rematat en la seva part superior per dos parells de banyes separades per un arbust. El segon és un altar sobre el que hi ha un plat amb fruites i una gerra amb coll llarg i pintada. Aquests objectes eren utilitzats probablement en les libacions. Entre tots dos monuments es troba una labris exposada sobre un llarg mànec -similar als de l'escena del costat Nord- subjecte en una base decorada amb un dibuix escacat. Aquesta labris també està coronada per un ocell amb el cap mirant al davant, l'ocell té un lleuger moviment de l'ala, que sembla significar que està a punt de volar. Amb el bou en el centre de l'escena, l'ocell és l'únic element orientat en la direcció oposada dels altres personatges.

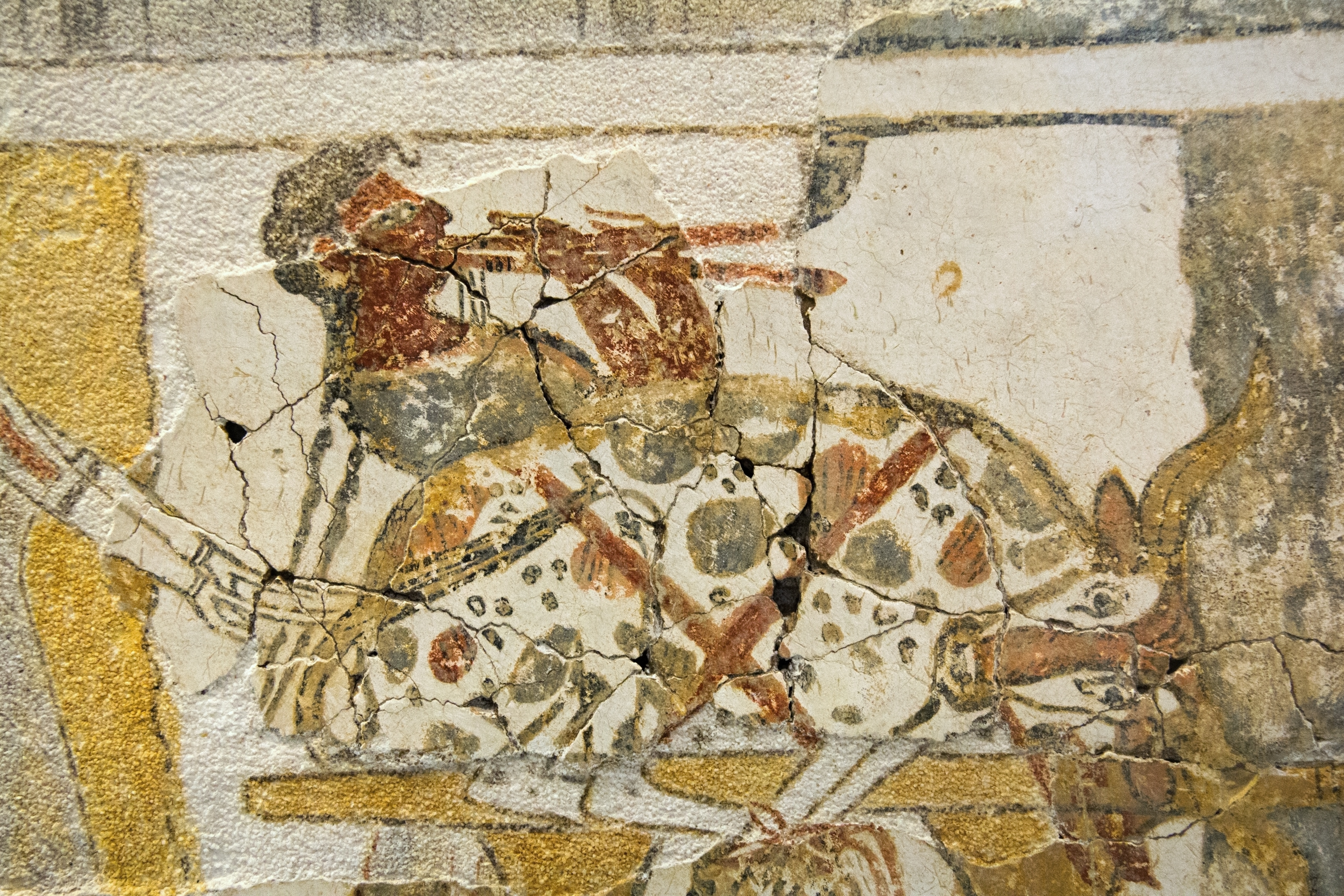
Un bou mort, part central del costat Sud.

A diferència del costat nord, els personatges formen part de la mateixa escena, i tots segueixen la mateixa direcció, és a dir, cap a l'altar i el «santuari». Una sacerdotessa practica un sacrifici en un altar. L'altar és quadrangular amb la seva part superior lleugerament més ampla que la part inferior; aquesta part, pel color emprat, es considera una unitat separada. La primera dona es troba enfront de l'altar, aixecant les mans fins a tocar-lo; darrere seu, lligat en una taula, es troba un bou que acaba de ser sacrificat i del que flueix la seva sang a un cubell col·locat en el terra. Sota la taula, dues cabres estan estirades, mentre que darrere la taula un jove músic toca una flauta doble. Spirídon Marinatos va suggerir que la música de la flauta que acompanya l'animal per al seu sacrifici va haver de ser intensa, mentre que la música de la lira del costat Nord, va haver de ser relaxant. Darrere seu, quatre dones joves passen de dos en dos, precedides d'una nena que porta a terme els mateixos gests que l'oficiant davant l'altar, amb la diferència que té les seves mans esteses cap al bou mort, Aquesta part va ser reconstruïda, ja que només s'hi havia conservat la part inferior. El bou, per la seva mida, és l'element més important del costat Sud, un factor que demostra la importància de l'animal i del seu sacrifici en la cultura minoica. El seu sacrifici és el centre de l'escena i l'animal està a contrapèl de tots els personatges del registre i la seva mirada és l'única que s'enfronta a l'espectador del sarcòfag. La sang que flueix del seu coll es diposita en un recipient que sembla estar enterrat a terra. La recollida de sang en un lloc específic a terra, demostra l'aspecte religiós del lloc.

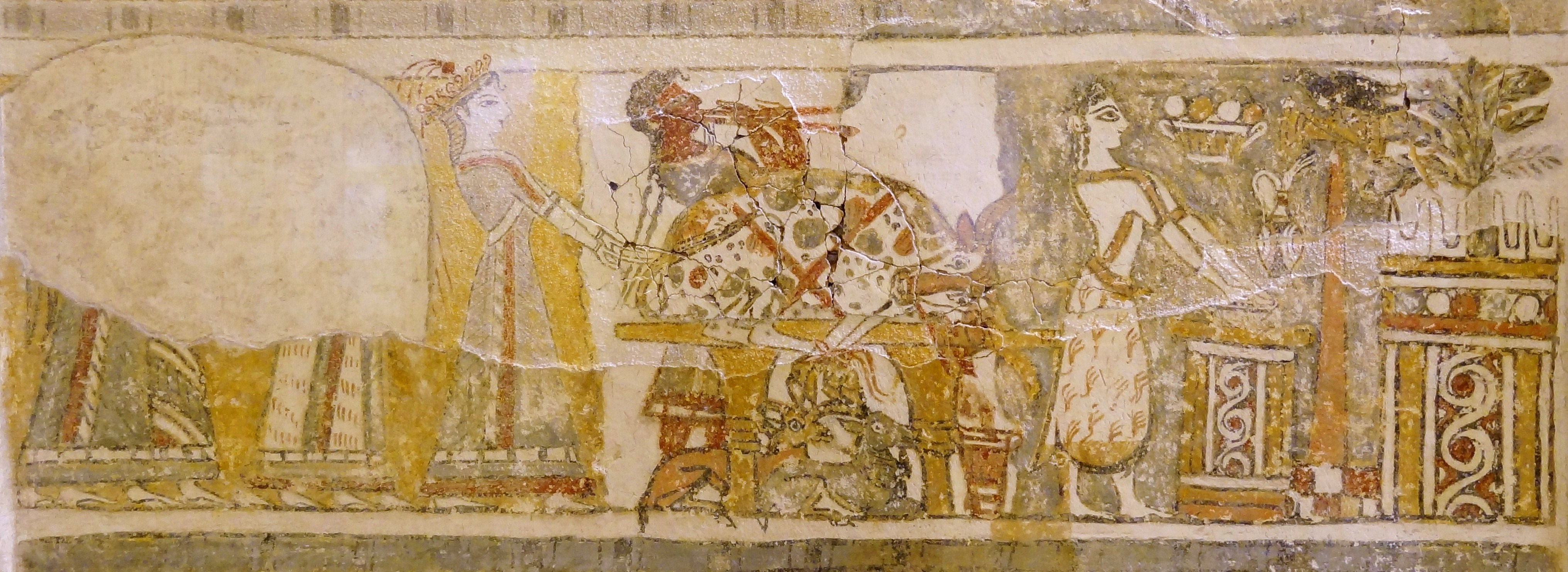
Escena completa del costat Sud. Així com en l'escena del costat nord, el fons aquí també es divideix en superfícies pintades amb colors blancs o foscs: el centre en color clar, mentre que la resta, en la mesura en la qual pot jutjar-se pels elements originals, és fosc, excepte un espai lliure per damunt de l'altar.

### Costat Est

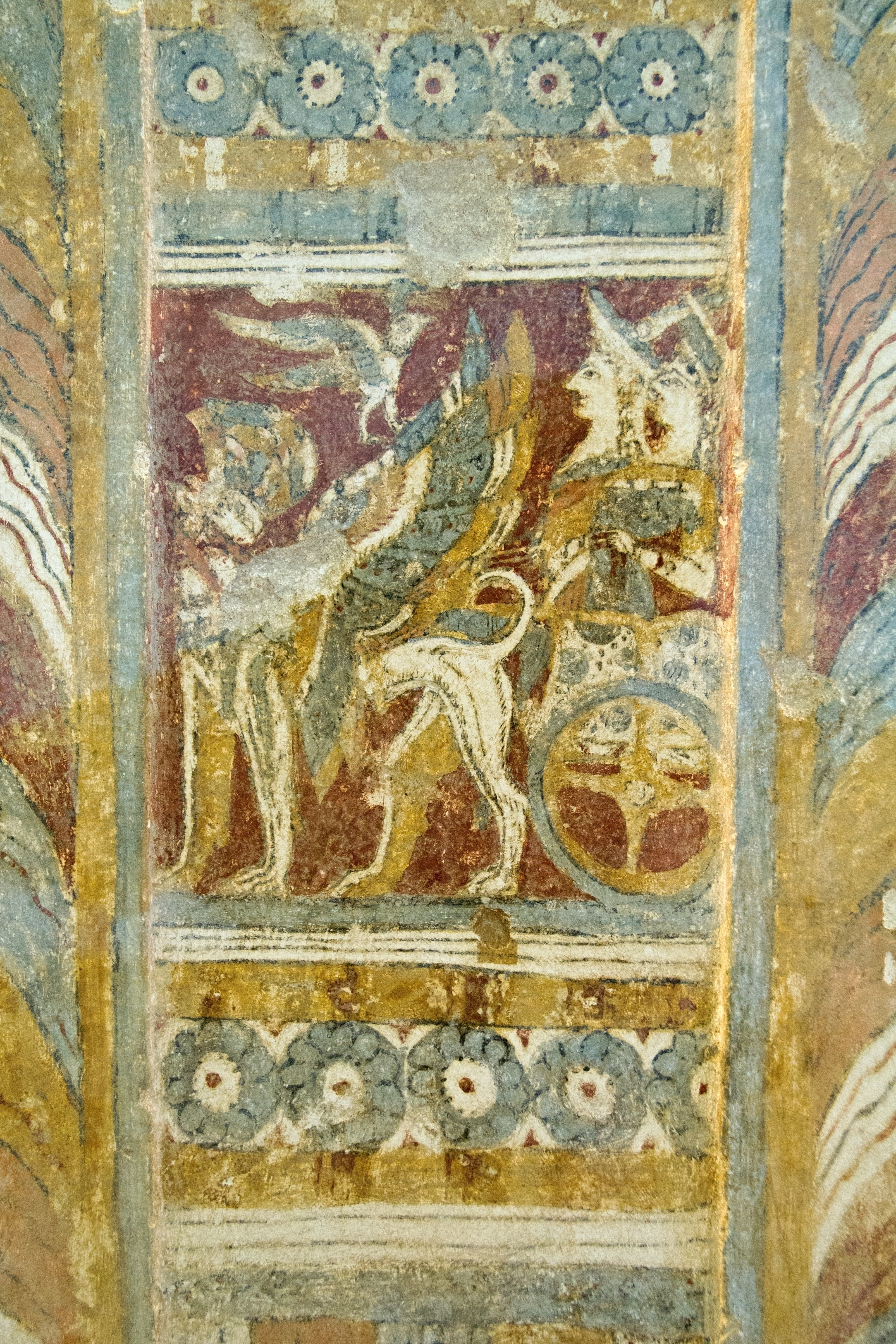
Dues dones en un carro tirat per dos grius. Costat Est

El costat Est -un dels costats petits del sarcòfag- va ser probablement la cara més exposada al visitant en entrar a la tomba. Està decorat amb una escena figurativa, pintada sobre un fons vermell, emmarcada per elements geomètrics similars als presentats als altres costats. Aquesta escena presenta un carro per dues dones, una actuant com a cotxera i l'altra com a viatgera i un parell de grius amb ales multicolors. L'ús de grius pot indicar que les dones estan pujades en un transport de deïtats. La presència de persones o deïtats era inusual als sarcòfags minoics i la seva presència en els extrems hauria estat considerada com el lloc més adequat per protegir els morts.
La pell d'un animal clapada, cobreix el carro. Aquest element s'assembla al bou sacrificat en el costat Sud. També pot ser la pell del mateix animal, com un exemple del seu ús després del sacrifici. Per extensió, aquesta pell pot ser el símbol de la resurrecció i renovació. Un ocell vola sobre el grup, diferent a les aus de la cara Nord, per la seva mida i forma. Es tracta d'un ocell gran, amb potes llargues i plomatge brillant en direcció oposada a tots els altres personatges.

### Costat Oest

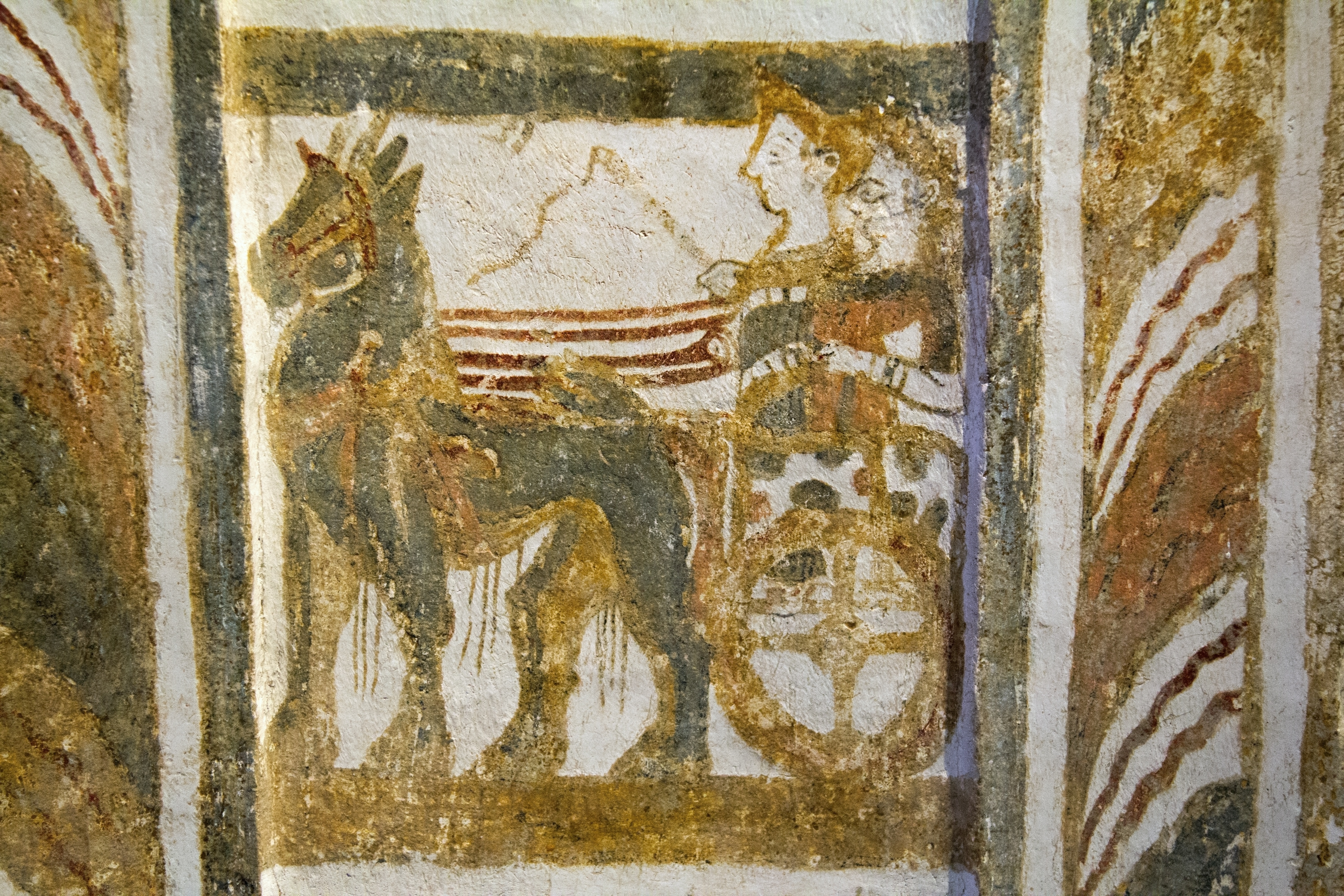
Dos homes sobre un carro tirat per una cabra. Costat Oest

El costat Oest està decorat, en general, similar al costat Est, llevat de les característiques centrals de la decoració que es realitza amb cabres de Creta, també nomenades kri-kri, en lloc dels grius,-Paribeni va identificar inicialment els animals com a cavalls, tanmateix, després d'altres recerques, la interpretació més acceptada és que són cabres salvatges de Creta (kri-Kri)-. Aquesta superfície es divideix en dos registres. A la part superior falta la major part del guix i pintura que cobria el sarcòfag. Tanmateix, es pot veure uns peus dels personatges masculins que semblen caminar. L'espai suggereix que tres o quatre persones podien estar representades en aquest registre. A la part inferior de la cara Oest, es troben dos homes que condueixen un carro. Igual que a la cara Est, aquest carruatge -tirat per animals es refereix a l'estat sobrenatural dels conductors, probablement percebuts com a déus. Les cabres de l'escena, que són de vida salvatge, ressalten que els conductors tenen control sobre el transport i la natura. Les cabres es descriuen comunament en larnakes minoics d'escenes de caça, representant la supremacia de l'home sobre l'animal. Escenes de caça en les ceràmiques funeràries suggereixen l'oci i la riquesa de la vida terrenal i un món idíl·lic en l'altre món. Així mateix, aquesta escena pot indicar una continuació de les activitats dels morts després de la seva mort.
Larnakes del minoic recent IIIB representen els carros que portaven el cos del difunt. Aquesta representació s'utilitzava a l'art micènic.

### Rosetes

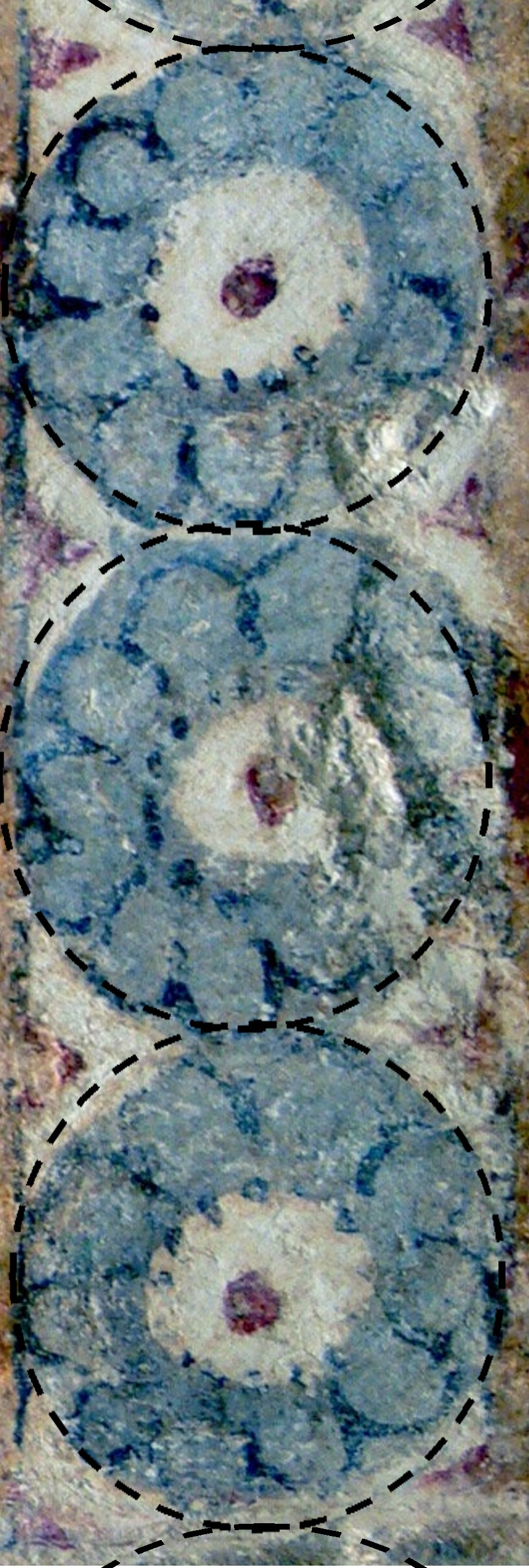
Rosetes del sarcòfag d'Agia Triada

Els tipus de rosetes és una part important del sarcòfag que es troba en tots els seus costats. Les rosetes que flanquegen els dos costats principals del taüt, amb la mateixa forma, està present en el centre de les espirals en forma de «S» que adornen la seva resta. Aquestes rosetes s'emmarquen en «dents» que s'insereixen entre cada roseta, tenen entre 10 i 11 pètals de color blau. Poden considerar-se com una mera decoració, però la seva situació en moltes parts del sarcòfag suggereix que tenien un significat especial en les creences de la religió minoica. La repetició i la natura cíclica poden simbolitzar la vida, la mort i el renaixement cíclic de la natura i de l'home. Cada roseta pot representar un sol esdeveniment, i les seves interconnexions representar un moviment continu i renovable, se succeeixen per tenir un punt de connexió. Les rosetes que adornen els costats principals del sarcòfag estan disposades per romandre unides lateralment. La transició d'una roseta a una altra es pot fer en direcció cap a la dreta o en direcció oposada a través d'aquests punts de connexió. La transició d'un punt de connexió a un altre, prenent una forma circular, imita la processó que es mou al voltant del sarcòfag.
Spirídon Marinatos creu que aquesta visió de transformació cíclica és compatible amb els conceptes de les religions de la mediterrània del II mil·lenni abans de Crist. L'ondulació de la roseta seguramaent imita el moviment de les onades i té el seu origen en l'experiència marinera dels minoics. Finalment, el nombre de 19 rosetes, que es troben als frisos de les principals superfícies superior i inferior, podria tenir un valor simbòlic relacionat amb el culte funerari o amb un calendari primitiu.

### Espirals

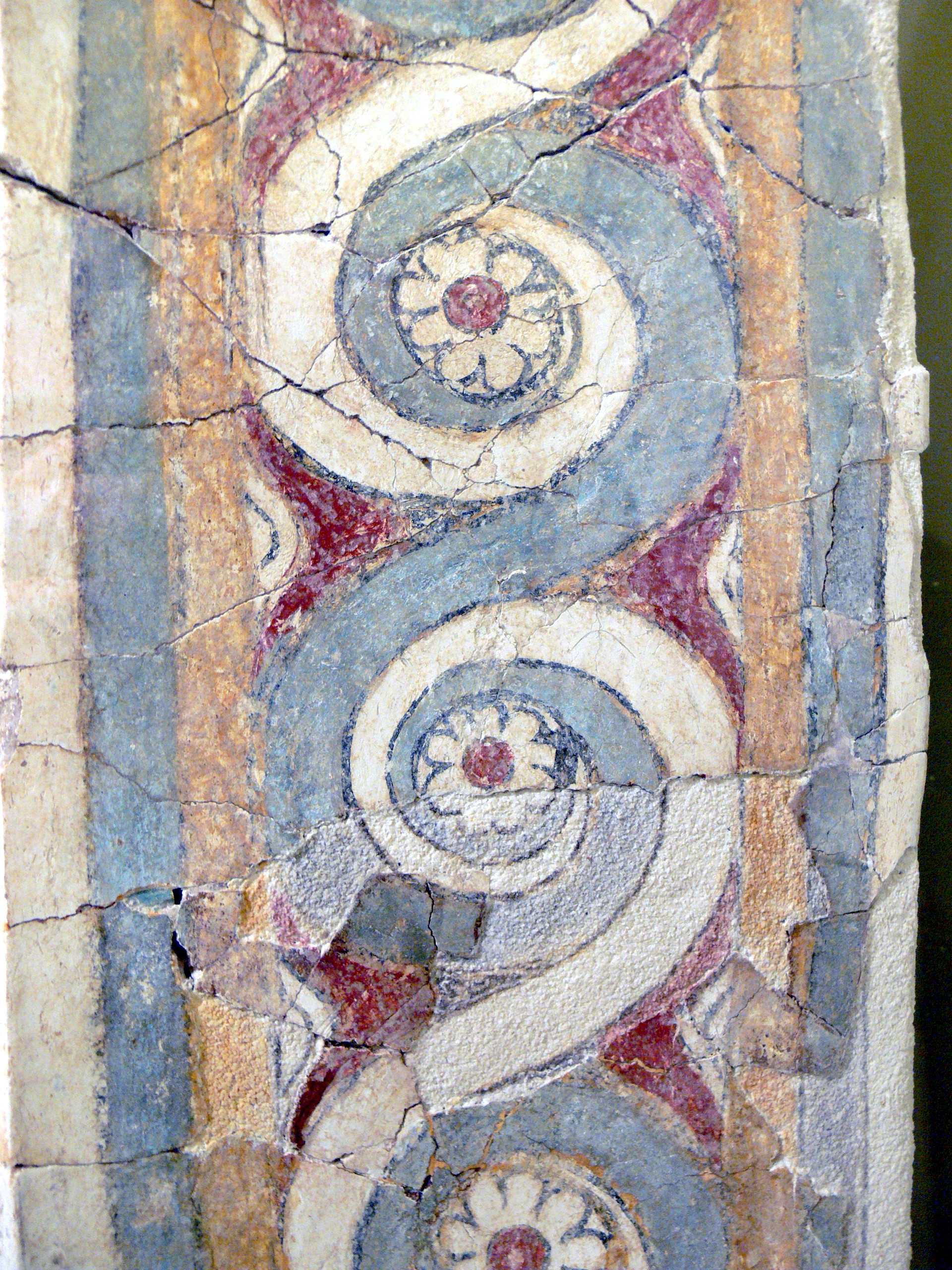
Espirals decoratives del sarcòfag.

Els motius en forma d'espiral i rosetes van ser àmpliament utilitzats a Cnossos durant el període neopalacial. Les espirals en «S» del sarcòfag, accentuades per l'ús dels colors blau i blanc, estan presents en un fresc de la sala del tron a Cnossos. Altres còpies d'espirals que es van trobar a Tirint, Pilos, Tanagra i Argos suggereixen que aquest tema és més d'inspiració micènica que minoica. Al sarcòfag hi ha espirals en els extrems dels costats Nord i Sud, al llarg del peu, en una sèrie de sis o cinc motius, i algunes espirals apareixen mig trencades. El motiu es repeteix a l'escena del costat Nord sobre l'estructura darrere del personatge de la dreta, també al costat Sud a les dues estructures arquitectòniques.
Els motius d'espirals són comuns a les decoracions de la ceràmica minoica i micènica. Igual que en el sarcòfag, l'espiral està associada amb el tema del mar i la cabra. La forma de l'espiral pot simplement representar el mar.

## Lectura dels colors

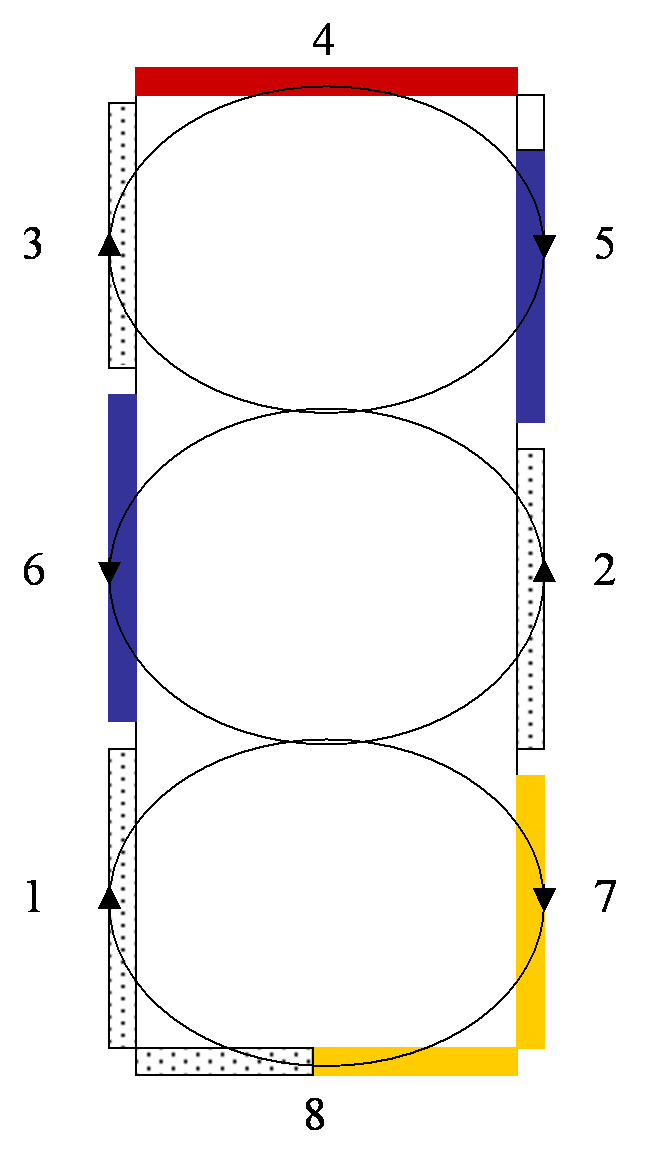
Esquema representatiu dels colors que s'utilitzen per al fons de cada escena, i les diferents etapes de lectura proposades per Walgate.

Els quatre costats del sarcòfag es poden dividir en diversos registres que es determinen pels fons de diferents colors. L'artista va utilitzar diversos colors per tal d'enfortir unes certes àrees i personatges. A tots els costats se troba una alternança de color blau, vermell, groc i blanc. En el costat Nord, hi ha canvis de fons de clar a fosc i després a clar novament, mentre que el costat Sud és de fosc a clar i novament de fosc a clar. El costat Est, darrere els grius, el fons és de color vermell brillant, mentre que en el costat Oest, el registre superior és blanc i l'inferior, de color groc. Canviar el color de fons implica un canvi de lloc o d'escena. La transició de clar a fosc també pot llegir-se com la transició del dia a la nit, o la vida a la mort. El color de fons permet a l'espectador passejar-se a través dels diferents episodis.
Llegint el sarcòfag mitjançant els colors suggereixen una narrativa no lineal. La història partiria dels personatges de l'extremitat dreta del costat Nord, anant cap al centre del costat Sud, al sacrifici del bou abans de tornar a la part esquerre del costat Nord. Aquests tres episodis, amb un fons clar, suggereixen que aquestes activitats tenen lloc a plena llum del dia. Dirigit pels ocells que aixequen el vol en les labris i després pel carro dels grius, l'espectador torna al costat Sud on hi ha la cerimònia de les ofrenes. Hi ha canvi de fons vermell fosc a un blau fosc darrere l'escena de la cerimònia. Aquests colors representen la tarda i la nit. Un nou ocell guia l'espectador a moure's cap al centre del costat Nord on n'hi ha un a escena simulada de sacrifici i vaixells. Aquest episodi té lloc contra un fons blau fosc, el que suggereix que l'escena té lloc a la nit també. La història continua a la part esquerra del costat Sud, on s'observa una processó de dones de peu davant d'un fons groc. La part inferior del costat Oest, és la del carro tirat per cabres, amb el fons blanc, la qual cosa significa el dia. Per tant, el sarcòfag representaria una història que va tenir lloc durant el dia i la nit.
Aquest moviment crea tres cercles entrellaçats, cadascun amb un tema específic. El «sacrifici» és l'eix de la narració, que es troba en el centre de cada costat, i prop del qual estan les accions dels altres cercles. Les dues escenes de libació a cada costat estan connectades per formar una esfera a l'est del sacrifici del cercle. El cercle a l'oest, que comença i acaba en el viatge, és on el difunt o a l'espectador escull si desitja renovar el viatge o deixar la història.

## Influències

### Influències egípcies
Si les imatges utilitzades en el sarcòfag són d'inspiració profunda minoica, l'organització dels diferents elements dels panels narratius no té equivalent en qualsevol tipus de l'art minoic. Els arqueòlegs, incloent Arthur Evans, suggereixen que l'organització dels motius minoics en una història deriven de cànons artístics d'egipcis, on les processons i ritus cerimonials estan presents en les parets de les tombes del Regne Antic d'Egipte, mentre que les fonts restants d'inspiració seria més probable com en les processons minoiques.
Des de la descoberta del sarcòfag a començaments del segle xx, les influències egípcies van ser comentades i debatudes pels arqueòlegs. Els rituals presents en el sarcòfag són d'origen minoic i molts d'aquests elements, per exemple, van ser trobats a segells minoics, el que va motivar a alguns investigadors a minimitzar la contribució d'Egipte. Però, encara que alguns historiadors, com Charlotte Long, recalquen la contribució minoica, moltes vegades estan d'acord en el fet que el sarcòfag va ser realitzat per un poble que influenciat per grups culturals externs.
El taüt està fet d'una peça de pedra calcària que es troba en abundància a Creta. Fins ara, aquesta és l'única tomba del seu tipus que s'ha trobat a l'illa, i és el sarcòfag de pedra calcària més antic prop de la mar Egea. En restaurar el sarcòfag, els investigadors es van adonar que les rosetes van ser tallades originàriament en la pedra calcària. Tallar la pedra per obtenir un baix relleu no era un mètode conegut en el poble egeu; per donar un efecte tridimensional, els egeus utilitzaven peces d'estuc que fixaven al soport original.D'altra banda, era regularment la tècnica de baix relleu que s'utilitza pels egipcis des del Regne Antic. Per tant, és poc probable que aquest baix relleu fos d'origen minoic o micènic, tanmateix, si és possible que tingués un origen egipci.
Les tècniques de la pintura i els materials utilitzats són també diferents convencions de pintura egea. Quan es va recuperar el sarcòfag es va demostrat l'ús de pintura al tremp, un medi que s'utilitzava àmpliament a Egipte. De fet, un dels pocs casos de la pintura a Egipte que no s'utilitza aquesta tècnica és un fresc a Tell el-Daba (a Àvaris) feta pels minoics.

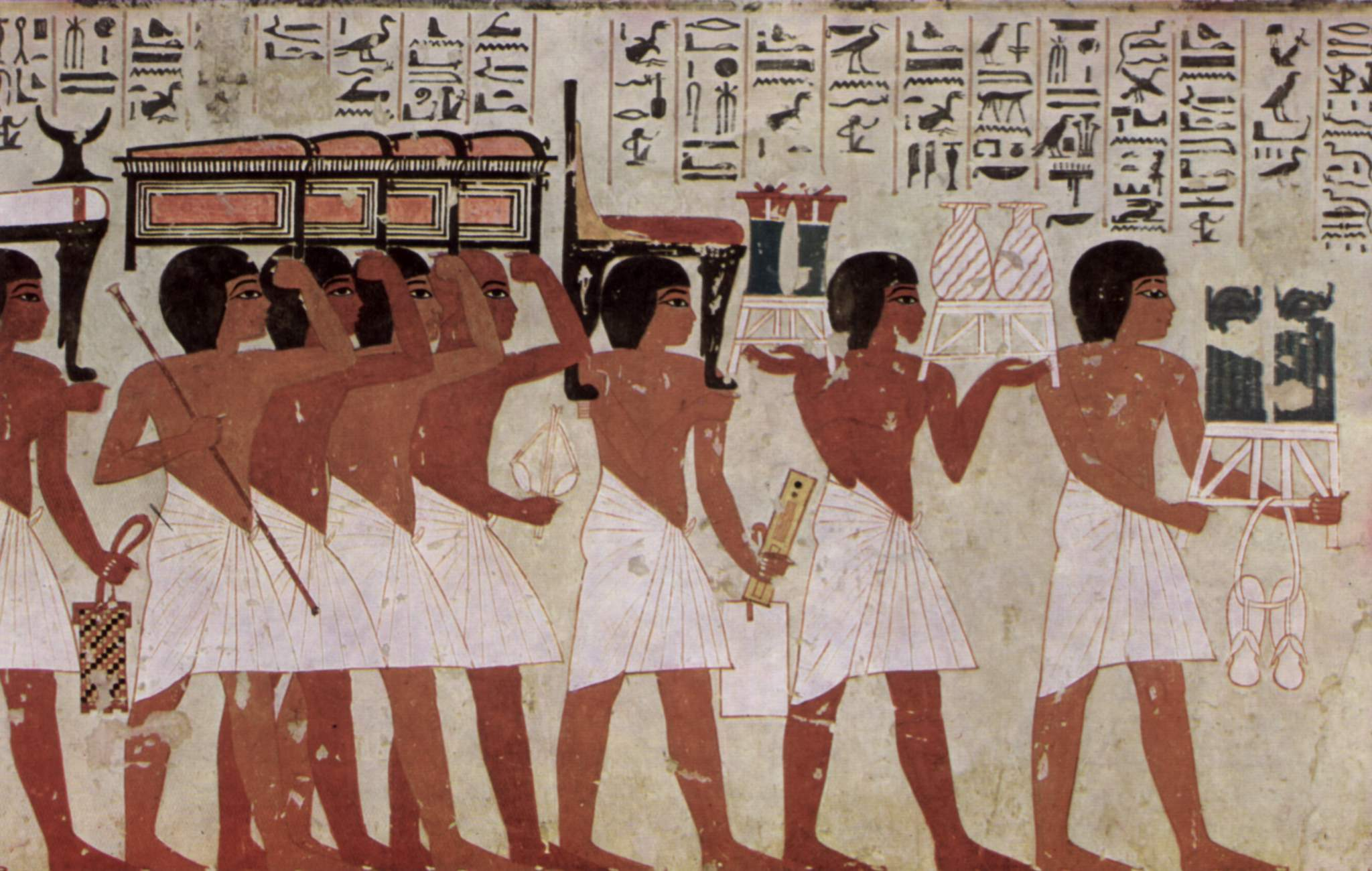
Processó fúnebre egípcia.

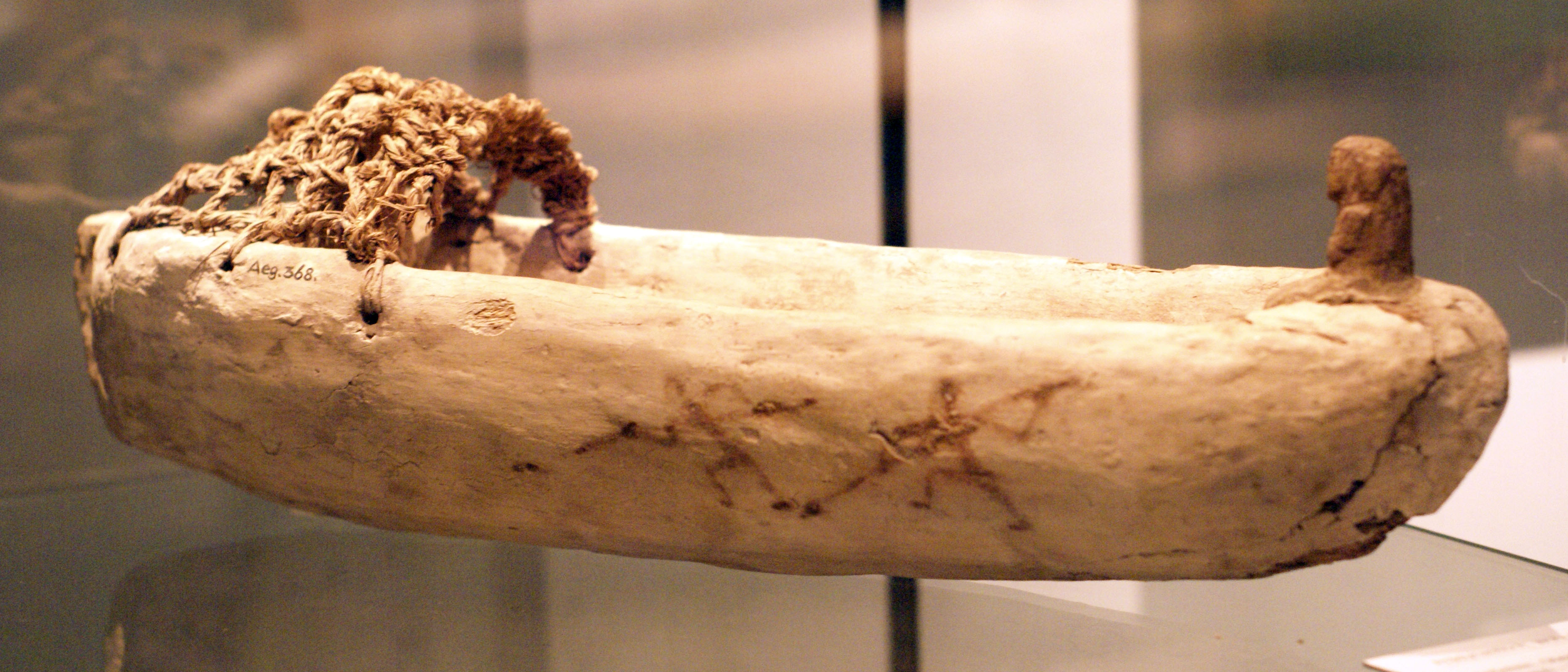
Model d'argila de vaixell egipci.

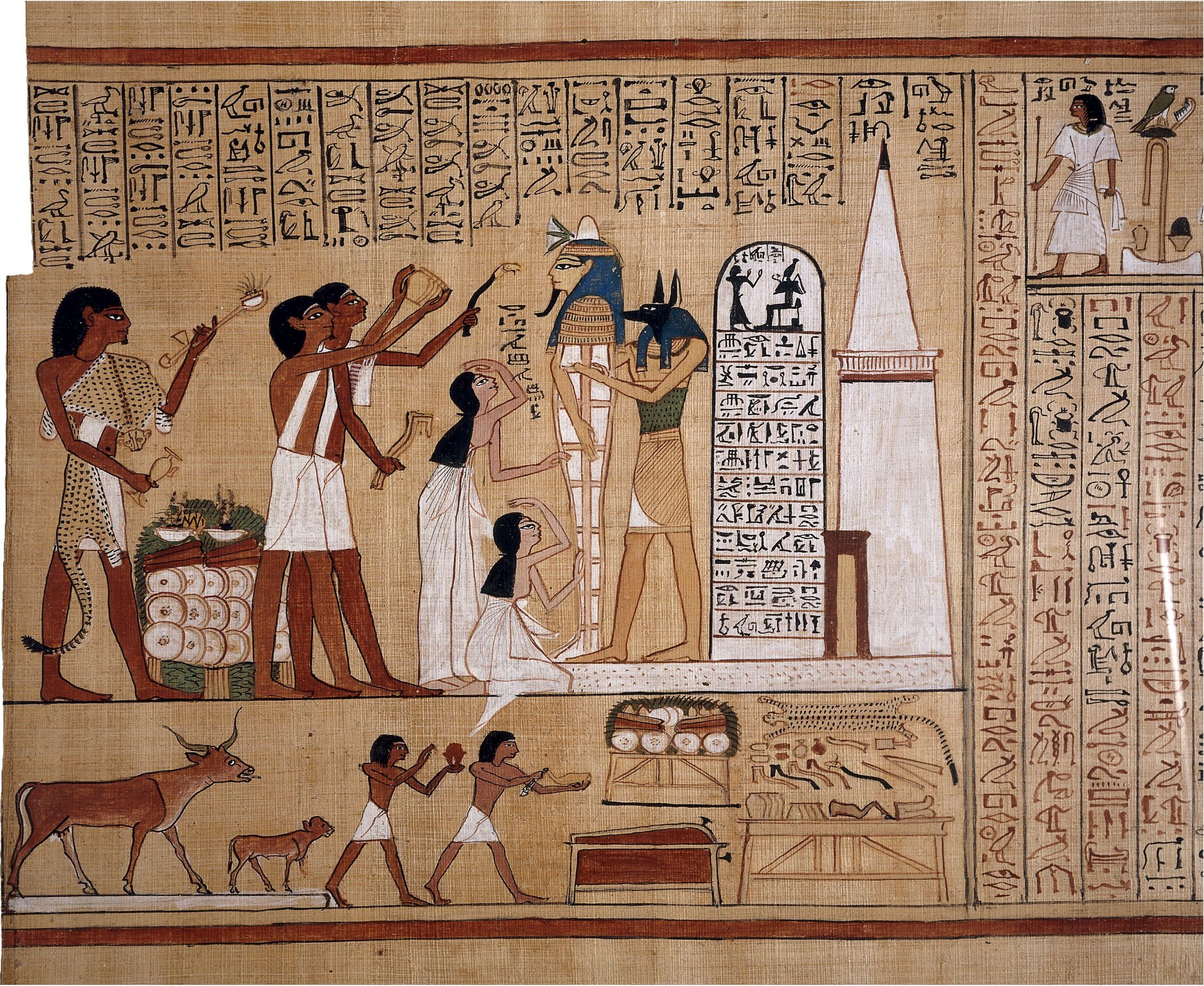
Ritual egipci de l'obertura de la boca.

L'ús de blau egipci era comú la seva detecció en tots els murals de l'Egeu, però no s'ha trobat cap vestigi en el sarcòfag. Una anàlisi del pigment blau que es va utilitzar en el sarcòfag va demostrar que no era blau egipci ni blau atzurita, d'ús comú a la Mar Egea. El pigment del sarcòfag està fet de lapislàtzuli, fins ara l'únic cas en el món minoic. Els lapislàtzuli, es troben al Pakistan, Afganistan i Tadjikistan i va ser importat a l'Egeu per la costa l'Orient Mitjà. Durant el regnat d'Amenhotep III, contemporani al període minoic recent IIIA, les relacions comercials entre Egipte, Palestina, Xipre i Egeu van ser intenses. Per tant, és possible que el lapislàtzuli pugui haver arribat a través d'Egipte.
Diverses tombes de Tebes de la dinastia XVIII contenen representacions convencionals de seguicis fúnebres i processons que porten ofrenes, donacions per emissaris de Keft. Aquestes representacions d'emissaris té importants similituds amb els personatges masculins del sarcòfag del costat Oest. La presència de minoics en els frescs egipcis reforça la idea d'intercanvi de coneixement i tècniques entre els dos pobles. Aquestes representacions egípcies també estan plenes d'informació sobre el que els emissaris minoics podrien portar com a ofrenes: ceràmica, tèxtils, lingots de coure, joies i, en dos casos, estàtues de bous. A l'art minoic, l'únic fresc en què les ofertes consten d'altres objectes, com ara la ceràmica, és en el sarcòfag d'Agia Triada. La idea de posar estàtues de bous en el sarcòfag és vist com a procedent d'Egipte. El mateix succeeix amb l'ofrena del vaixell. Les representacions de vaixells en un context funerari són molt estranys, mentre que hi ha un sens fi de naus en segells. Estan representats aïllats de qualsevol element religiós i semblen no tenir més significat que un vaixell, a més a més als segells minoics es representen amb un pal, vela i rems, per contra, en el sarcòfag els vaixells no inclouen cap d'aquests elements. Una vegada més es pot comparar amb l'execució del vaixell tradicional d'Egipte, on el símbol és l'important. Les imatges de vaixells que porten el difunt apareixen a les tombes de la noblesa tebana sota Hatshepsut i Amenhotep II (1479-1392 aC.). L'estil dels vaixells del sarcòfag està molt més proper a aquestes representacions a Tebes que qualsevol altra representació minoica.
El més recent exemple de la influència egípcia resideix en el personatge de la part dreta del costat Nord del sarcòfag. Aquesta figura, sense braços, que sembla momificada, no té paral·lel en tot el món Egeu en l'examen de frescs, segells, ceràmica i escultura. Les representacions de difunts tampoc els mostren amb un cos embolcallat en una mortalla, de manera que en el context general del sarcòfag, aquesta representació podria simbolitzar la regeneració i la vida eterna. A més a més, es pot establir un paral·lelisme entre aquest personatge i una mòmia egípcia en ple ritual de l'obertura de la boca.

### Influències micèniques

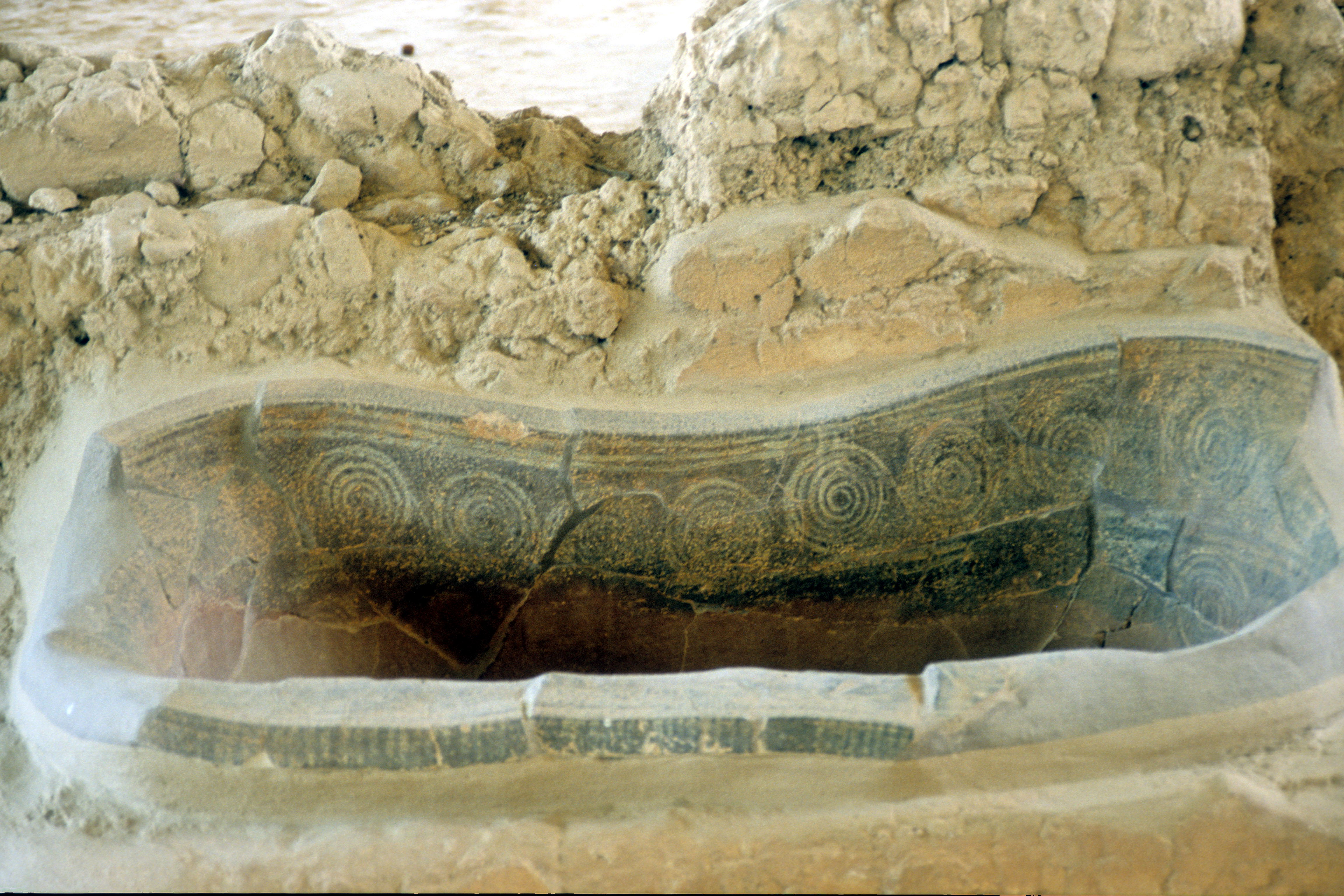
Exemple d'espirals en un bany micènic (Pilos).

El sarcòfag no s'analitza com un objecte aïllat de l'art Egeu, sinó com una expressió de poder micènic tractant d'establir el seu desenvolupament polític, econòmic i cultural a través de les arts i l'arquitectura. Els personatges dels costats Est i Oest, dibuixats en carruatges, són d'inspiració purament micènica, de carruatges tirats per cavalls. Aquest tema també és molt més comú a la Grècia micènica que a la Creta minoica. Aquests carruatges són un preludi per a les processons dels déus conduint carruatges que es troben sovint a la Grècia arcaica. Altres sarcòfags minoics, també d'influència micènica mostren carros del difunt sobre el mar que està representat per línies ondulades; aquestes ondulacions són evidents en cada extrem del taüt. El tema del sacrifici del bou, representat en un costat, també sembla estar més a prop d'un ritu micènic que un de minoic.
Se sap molt poc sobre la culte funerari minoic, mentre que es coneix molt bé el micènic. La influència micènica està demostrada a Creta al final del minoic recent III, encara que la civilització minoica es va prolongar fins al període geomètric. Trets de la cultura micènica apareixen a les tombes trobades a Creta, potser pel fet que els colons micènics volien utilitzar tombes similars de les que utilitzaven en el seu país d'origen. Igual que a les tombes A i B de Micenes, la «tomba 4» d'Agia Triada estava reservada per a un grup social de l'elit de la ciutat. Aquesta noció de separació entre grups socials després de la mort és una de les principals diferències entre els costums funeraris micènics i minoics. La «tomba 4» és similar en les seves dates, en el seu plànol i la funció de les seves tombes que suggereixen que, encara que de mida més petita, s'utilitzava per distingir uns certs personatges de la resta de la població i que aquesta estructura funerària era part d'una nova ideologia micènica en el centre de Creta.